# ラザロ・ヴィニシウス・マルケス
ラザロ（Lázaro）ことラザロ・ヴィニシウス・マルケス（ポルトガル語: Lázaro Vinícius Marques、2002年3月12日 - ）は、ブラジル・ベロオリゾンテ出身のサッカー選手。カンピオナート・ブラジレイロ・セリエA・パルメイラス所属。ポジションはFW。

## クラブ経歴
2020年9月27日にカンピオナート・ブラジレイロ・セリエAでリンコンに代わって出場し選手初出場。
2022年9月1日、セルタやウェストハム・ユナイテッド、PSGやレアル・マドリードといった強豪クラブも興味を示していたが、最終的にUDアルメリアに6年契約で移籍した。2023年5月20日、それまではリーグ戦で途中出場による散発的な出場機会しか得ていなかったが、この日のRCDマジョルカ戦では先発出場してプロキャリア初となるハットトリックを記録し、3-0で快勝に貢献した。
2024年2月7日、SEパルメイラスにレンタル移籍した。

## 代表歴
U-17代表としては2017年3月12日に行われたアメリカ合衆国代表戦で代表初出場。その後2019 FIFA U-17ワールドカップに参加した。

## タイトル

### クラブ
フラメンゴ
- カンピオナート・ブラジレイロ・セリエA: 2020
- カンピオナート・カリオカ: 2021

### 代表
ブラジル U-17
- FIFA U-17ワールドカップ: 2019